# Незасита
Незасита (енгл. Insatiable) америчка је тинејџерско-драмска телевизијска серија чија је ауторка Лорен Гасис за Netflix. Главне улоге глуме Далас Робертс и Деби Рајан. Темељи се на чланку „Краљ избора лепоте Алабаме” Џефа Чуа, објављен у јулу 2014. за The New York Times Magazine. Премијерно је приказана 10. августа 2018. године. У септембру 2018. обновљена је за другу сезону, која је приказана 11. октобра 2019. године. У фебруару 2020. Netflix је отказао серију након две сезоне.

## Радња
Пети Бладел је тинејџерка коју су у школи стално малтретирали због прекомерне тежине. Након што је три месеца била на течној дијети током летњег распуста због насилног сукоба са бескућником, сада је мршава и жели да се освети насилницима. Осрамоћени грађански адвокат и опседнути тренер избора лепоте, Боб Армстронг, примећује Петиин потенцијал и намерава да је претвори у краљицу лепоте.

## Улоге

### Главне
- Далас Робертс као Боб Армстронг Млађи[2]
- Деби Рајан као Пети Бладел[2]
- Кристофер Горам као Боб Барнард[2]
- Сара Колона као Енџи Бладел[2]
- Ерин Вестбрук као Магнолија Барнард[2]
- Кими Шилдс као Нони Томпсон[2]
- Мајкл Провост као Брик Армстронг[2]
- Ајрин Чои као Дикси Синклер[2]
- Алиса Милано као Корали Хагинс Армстронг[8]
- Арден Мирин као Реџина Синклер (2. сезона; споредна улога у 1. сезони)[2][9]

### Споредне
- Данијел Канг као Доналд Чои
- Клои Бриџиз као Рокси Бакли
- Беверли Д’Анџело као Стела Роуз Бакли
- Џордан Гелбер као шериф Хенк Томпсон[10]
- Џејмс Ластовић као Кристијан Кин (1. сезона; гостујућа улога у 2. сезони)[10]
- Кристина Тејлор као Гејл Кин
- Мајкл Ијан Блек као свештеник Мајк Кин
- Карли Хјуз као Ета Меј Барнард
- Ешли Д. Кели као Ди Маршал
- Алекс Ланди као Хенри Ли (2. сезона)[11]
- Винсент Родригез III као детектив Руби Круз (2. сезона)[12]
- Керолајн Плата као Хедер Кристина Памела Кендал Џексон Џонсон (2. сезона)
- Брет Рајс као Роберт Армстронг Старији
- Џон Ловиц као отац Шварц
- Робин Тани као Брендилин Хагенс
- Дру Шејд као Гари / Клинац
- Вилијам Болдвин (1. сезона) / Дејна Ашбрук (2. сезона) као Горди Грир
- Глорија Дијаз као Глорија Рејес (2. сезона)[13]
- Томи Дорфман као Џонатан (2. сезона)
- Кетрин Манчестер као Беки (2. сезона)
- Шенон Девидо као Шенон (2. сезона)
- Ланс Бас као Брајзен Мурхед (2. сезона)
- Луције Бастон као Ворден Винтерс (2. сезона)

## Епизоде
| Сезона | Сезона | Епизоде | Епизоде | Оригинална објава | Оригинална објава |
| ------ | ------ | ------- | ------- | ----------------- | ----------------- |
|        | 1.     | 12      | 12      | 10. август 2018.  | 10. август 2018.  |
|        | 2.     | 10      | 10      | 11. октобар 2019. | 11. октобар 2019. |

## Продукција
Телевизијски пилот је наручио The CW, али га је касније купио Netflix. Снимана је у Њунану. Друга сезона је снимана од почетка марта 2019. до краја јуна 2019. године, а састоји се од само 10 епизода, у поређењу са првом сезоном коју чини 12 епизода. Серија је отказана 14. фебруара 2020, након две сезоне.

## Приказивање
Најава за серију објављена је 19. јула 2018. године Прва сезона приказана је 10. августа 2018. за Netflix.

### Маркетинг
је 10. јула 2018. објавио прву најаву и прве фотографије серије.

### Контроверзе
Пре почетка приказивања, The Guardian је 24. јула 2018. известио да је преко 100.000 људи потписало интернет-петицију на веб-сајту Change.org, која је започела 20. јула 2018. године, позивајући Netflix да откаже серију Незасита, оптужујући је за „фатшејминг”. Лорен Гасис је бранила серију, рекавши да се темељи на њеном искуству као тинејџерка. Алиса Милано је на изјавила: „Не срамотимо Пети. Указујемо (кроз комедију) на штету која настаје због фатшејминга.” Петиција је до 27. августа 2018. имала преко 230.000 потписа.